# Splitternackt
Splitternackt – album niemieckiej piosenkarki Andrei Berg, wydany 7 kwietnia 2006 roku.
Album dotarł do 1. miejsca niemieckiej listy przebojów – Media Control Charts.

## Lista utworów
1. „Du wolltest mich für eine Nacht” – 3:34
2. „Auch wenn ich fühl wie du” – 3:47
3. „Alles an mir” – 4:33
4. „Warum hast du mir nie gesagt, bleib heut Nacht” – 3:18
5. „Splitternackt” – 3:28
6. „Glaub nicht, dass sie dich liebt wie ich” – 3:12
7. „Heut´ will ich nur mit dir” – 3:26
8. „Warum belügst du mich” – 3:20
9. „Doch du sagst nicht wann” – 4:07
10. „Ein bisschen Wahnsinn” – 3:10
11. „Jedes Feuer, stirbt einmal im Regen” – 3:40
12. „Geh noch nicht” – 3:49
13. „Nein, das träum ich nicht allein” – 3:36